# クモ
クモ（蜘蛛、英: spider）は、節足動物門鋏角亜門クモガタ綱クモ目（クモもく、Araneae）に属する動物の総称である。網を張り、虫を捕食することで一般によく知られている。クモ目を指してクモ類ともいうが、クモガタ類やフツウクモ類との区別のために真正クモ類と呼称することもある。この類の研究分野はクモ学といわれる。

## 概説
クモは糸を出し、鋏角に毒腺を持ち、それを用いて小型動物を捕食する、肉食性の陸上節足動物の1群である。糸を使って網を張ることでよく知られるが、実際にはほぼ半数の種が網を張らずに獲物を捕まえる。人間に害をなすほどの毒を持つものはごく少数に限られる。
昆虫や多足類などの陸生節足動物と同様に「虫」と扱う動物群の一つであるが、六脚亜門に属する昆虫とは全く別のグループ（鋏角亜門クモガタ綱）に属する。昆虫との主な区別点は、脚の数が8本であること、体は前体と後体の2部のみによって構成されること、触角を欠くことなどがある。

## 語源
クモの語源は「蜘蛛の巣を“組む”虫」または、“黒い”、“隠（ごもり）”から由来する。クモは中国語で足長蜘蛛を表す“喜母”から由来するという説もあったが、今は否定されている。クモは上代日本語の記録が存在しており、“喜母”は上古中国語ではなく、中古中国語から記録が見られる。

## 外部形態

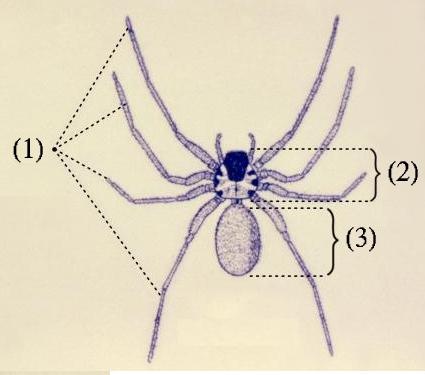
クモ類の外部形態：1：脚、2：頭胸部（前体）、3：腹部（後体）

体は頭胸部（前体）と袋状の腹部（後体）からなり、両者は細い腹柄によってつながる。

### 頭胸部（前体）
前体（prosoma）は先節と6つの体節から癒合し、一般に「頭胸部」（cephalothorax）と呼ばれる。他のクモガタ類と同様、ここには鋏角1対・触肢1対・歩脚4対という計6対の付属肢（関節肢）がある。口の前には鎌状になった鋏角があり、クモ類ではこれを「上顎」とも呼ぶ。その後ろからは1対の触肢と4対の歩脚が並んでいる。
頭胸部背面の外骨格は完全に一体化した背甲（carapace）であるが、第1歩脚の基部のあたりから前後には高さや形に差があることがある。特にその間に溝がある場合、頸溝という。前部には目があり、基本的には8つの目が2列に並んでいるが、その配列や位置は科によって異なり、分類上重要な特徴になっている。網を張らずに生活するクモでは、そのうちのいくつかが大きくなっているものがある。一部の群では紫外線を見ることができる。
歩脚をもつ部位は多くの場合に目と鋏角をもつ前部より幅広く、背面の中央には小さなくぼみがあることが多く、これを中窪という。また歩脚の隙間に向かって溝が走ることも多く、これを放射溝という。

#### 附属肢
鋏角（chelicerae、上顎）は鎌状（ナイフ状、亜鋏状）で、先端が鋭く、獲物にこれを突き刺して、毒を注入する。触肢の基節は鋏角の下面で下顎を形成する。触肢（pedipalps）は歩脚状で、普通のクモでは歩脚よりずっと小さく、鋏角の補助のように見えるが、原始的なクモでは見掛けでは歩脚に似通う。
歩脚の先端には爪がある。造網性のクモでは大きい爪2本と小さい爪1本があるが、徘徊性のクモでは、小さい爪のかわりに吸盤状の毛束がある。歩脚は第一脚が長いものが多いが、それぞれの長さの特徴はそれぞれの群である程度決まっている。
なお、脚の向きにも特徴がある。よく見かけられるコガネグモ科などでは前二対が前に向き、後ろ二対が後ろ向きになっている。この型を「前行性」という。それに対してカニグモ科やアシダカグモなどでは前三対が前を向くか、四対とも先端が前向きになっているかのいずれかで、横向きに動くわけではないがこの型を「横行性」という。

### 腹部（後体）
後体（opisthosoma）は腹部（abdomen）ともいい、12節を含むが、普通は外見上から体節が見られない。外骨格は柔らかく、全体に袋状になっている。そのうち第1節は頭胸部につなぐ幅狭い腹柄となる。腹部の裏面前方には、通常1対の書肺という呼吸器官があり、その間に生殖腺が開いている。腹部後端には数対の出糸突起（糸疣）がある。その後ろに肛門がある。
ただし上述の特徴は普通のクモ、いわゆるクモ下目の特徴である。キムラグモなど原始的なハラフシグモ亜目では、腹部に体節が見られ、糸疣は腹部下面中央に位置し、書肺は2対で4つある。触肢は歩脚とほぼ同じで、全体では脚が5対あるように見える。トタテグモ類とオオツチグモ類が属するトタテグモ下目は、腹部に節がなく、糸疣は腹端にあるが、他はハラフシグモ類と同じである。

#### 出糸突起
出糸突起は、腹部の第4-5節に由来の付属肢である「糸疣」（spinnerets）という。普通のクモ類では腹部後端にあるが、ハラフシグモ類では腹部の中央にある。
キムラグモなどハラフシグモ類では出糸突起は腹部の腹面中央にあり、それぞれの節に2対ずつ、外側に大きい外出糸突起、内側に小さい内出糸突起がある。それ以外のクモ類ではこれらが腹部後端に移動し、その一部が退化したものと考えられる。出糸突起の数や形は群によってやや異なる。
出糸突起の先端近くには、多数の小さな突起があり、それぞれの先端から糸が出る。この突起を「出糸管」という。これにはクモによって色々な種類があり、それぞれからでる糸にも差があり、クモは用途に応じて使い分けている。
天然のクモ糸の主成分は、フィブロインと呼ばれるタンパク質で組成されている。
一部のクモ類には、通常の糸疣の前に「篩板（しばん）」（cribellum）という糸を出す板状の構造を持つ。これを持つクモは、第4脚の末端近くに、毛櫛（もうしつ）という、きっちりと櫛状に並んだ毛を持つ。糸を出す時はこの脚を細かく前後に動かし、篩板から顕微鏡でも見えないほどの細かい糸を引き出し、これがもやもやした綿状に太い糸に絡んだものを作る。

## 雌雄
性的二形がはっきりしているものが多く、雌雄の区別は比較的たやすい。模様にはっきりとした差のあるものが多い。雄が雌より小型である種が広く知られており、中でも雌雄による大きさの違いが著しいコガネグモ科のクモが有名であるが、徘徊性のクモ（コモリグモやハエトリグモ）などには雄が雌よりやや華奢な程度で差が小さい種もよく見られる。
確実な区別は外性器でおこなう。雌では、腹部の腹面前方、書肺の間の中央に生殖孔があり、開口部はキチン化して、複雑な構造を持つ。雄では、生殖孔は特に目立たないが、触肢の先端に「移精器官」（触肢器官、Palpal organ）というふくらみがあり、複雑な構造になっている。精液をここに蓄え、触肢から雌の生殖孔へ精子を送り込むという、特殊な交接を行うためである。この雌の生殖孔と雄の触肢の構造は、種の区別の際にも重視される。

## 内部形態

### 脳
クモの脳は頭胸部にあり、こと小型のクモや幼生では身体に占める脳の容積は非常に大きい。中枢神経が容積の8割を占めて脚の中にまではみ出しているものや、幼虫の期間は身体の割に巨大な脳で体が膨れ上がっているものもある。糸で網を張るクモも網を作らないクモもおおむね巨大な脳を持っていて、網を張る・張らないで目立った差はない。

### 消化系
消化管は大きくは前腸（fore-gut）、中腸（mid-gut）、後腸（hind-gut）からなる。前腸と後腸は外胚葉性で、中腸は内胚葉性である。

#### 前腸部
頭胸部に収まる部分である。口に続いて咽頭（pharynx）、食道（oesophagus）、吸胃（sucking stomach）からなる。この部分では消化は行われない。
クモ類はあらかじめ体外消化するため、口からは液体のみが取り込まれる。咽頭や食道は二枚の、吸胃は三枚のキチン板を備え、特殊な筋肉とつながっているそれらを動かして食物を吸い込む働きを持つ。なお、これらのキチン板は脱皮の際には完全に外れる。

#### 中腸部
これは頭胸部と腹部にまたがる部分である。吸胃から後方に続く部分は、頭胸部の後半部から左右に突出し、それぞれ前に向かって胸部前方に至り、群によってはその先端部で融合する。この部分を前出分腸（thoracenteron）と言い、ここからは付属肢の基部に向かって嚢状に突き出ている。この部分を分腸枝（lateral ceaca）という。この部分では消化が行われていると考えられている。
腹柄を通り抜けるとそれに続く中腸は大きく膨らんで腹部背面近くを通る。この部分では数対の分枝が出ており、これを腺様中腸（glandular mid-gut）と言い、さらに細かく分枝して腹部の心臓の両側に大きな固まりとなる。ここでは消化と吸収が行われると考えられている。クモが餌を取るとすぐにこの部分に送られ、腹部が膨大する。

#### 後腸部
中腸末端に左右一対のマルピーギ管がつながっており、さらに膨らんで糞嚢 (stercoral pocket) となっている。最後の部分は直腸（rectum）で、そのまま肛門に続く。

### 呼吸器系
クモ類の呼吸器としては、書肺と気管がある。特に前者は付属肢由来であると考えられる。

#### 書肺
書肺（book lung）は、クモ類とその近縁の独特の呼吸器官である、肺葉片が偏平で、それが並んでいる様子が書物の頁のようであることから、その名がある。

#### 気管
書肺を2対を持つ群と、ユウレイグモ科などでは気管（trachea）を欠くが、それ以外のものでは腹部の腹面に気管気門が開き、そこから体内に細長い気管が伸び、分枝して緒器官の間を通る。その先は頭胸部にまで伸びるものもある。気管気門は書肺と糸疣の間にある。

### 循環系
他の節足動物と同様に開放血管系であり、動脈の先端から血液は細胞間（血体腔）へ直接流れ出て血リンパとなり、再び心門から循環系へ取り入れられる。心臓は腹部背面にあり、腹部と頭胸部へは動脈が走る。

#### 心臓
心臓は細長く、腹部背面にあって、前の端からは前行動脈（aorta）、両側には側腹動脈（lateral abdominal artery）、後ろへは尾行動脈（caudal artery）が出る。心臓は囲心嚢（pericardium）に包まれており、心臓との間の空間を囲心腔（pericardial cavity）という。側面には心門（cardiac ostia）があり、ここから体腔を流れる血液が取り入れられる。心門の数はハラフシグモ類では五対あり、派生的な群では少なくなる傾向があり、例えば普通のクモの多くは三対である。心臓の周囲には対をなす心靭帯（cardiac ligament）があり、これが心臓の動きに関係していると考えられている。

#### 血管
前行動脈は腸管の背面にあり、腹柄を通って頭胸部に入り、吸胃の上で左右の小動脈に分かれ、さらに細かく分かれて付属肢などに入り込む。側腹動脈、尾行動脈はそれぞれ枝分かれして腹部の諸器官の間に広がる。
なお、腹部に流れ出た血液のうち、書肺を通ったものはそこから心臓へ向かう血洞を通って囲心腔へ入る。この血洞を肺静脈（pulmonary vein, dorsal lacunae）と言い、クモ類の体内では唯一の静脈である。これは酸素を多く含んだ血液を優先的に心臓へ送り、全身へ送り出す仕組みである。

### 排出器官
排出器官としては、マルピーギ管と脚基腺がある。

#### マルピーギ管
マルピーギ管（Malpighian tube）は、腹部後半の中腸の背面部に分枝しながら伸び、中腸の後部に口を開く。体腔液中から不純物をくみ出す働きがあるとされるが、詳細は不明である。なお、昆虫に見られる本来のマルピーギ氏管が外胚葉起源であるのに対して、クモ類のそれは内胚葉である中腸より分化したものであるから、生物学的に相似ではあるが相同ではない。

#### 脚基腺
脚基腺（Coxal gland）は、歩脚の基節の間にあり、腎管の一種と考えられる。原始的なクモ類では、この器官はよく発達しており、排出小嚢となって第一脚、第三脚の後方に口を開き、ここから排出物を出す。しかし多くの普通のクモ類では退化傾向が著しい。

## 生態
基本的に陸上性の動物で、多くの種類が砂漠、高山、森林、草原、湿地、海岸などあらゆる陸上環境に分布している。これほど多彩な環境に分布があるというのは、現在多くのニッチを昆虫類に取って代わられた鋏角類の中でクモとダニだけである。ただし淡水にせよ海水にせよ、水際までは結構種類がいるが、水中生活と言えるものは、ミズグモただ1種だけと言ってよい。海ではヤマトウシオグモなどが潮間帯まで進出しているが、満潮時には巣内に隠れて過ごすものである。その点、ミズダニなど水中生活の多くの種を含むダニ類の方がより多くのニッチに適応している。

### 食性
ほぼ全てが肉食性で、自分とほぼ同じ大きさの動物まで捕食する。オオヒメグモなど網を張るクモの一部は、自分の数倍もある大きさの獲物を網に捕らえて食べることもある。捕食対象は昆虫類から他のクモガタ類などの節足動物、軟体動物、小型の脊椎動物まで多岐にわたる。日本国内においても沖縄県石垣島では日本最大のクモであるオオジョロウグモがツバメを、同じく沖縄県糸満市ではシジュウカラを捕食していたのが観察されている。また、オオツチグモ類はかつて、鳥を捕食するというのでトリトリグモあるいはトリクイグモ（バードイーター）と呼ばれていた。この話そのものは伝説めいているが、実際にカエルやネズミはよく捕食するようである。

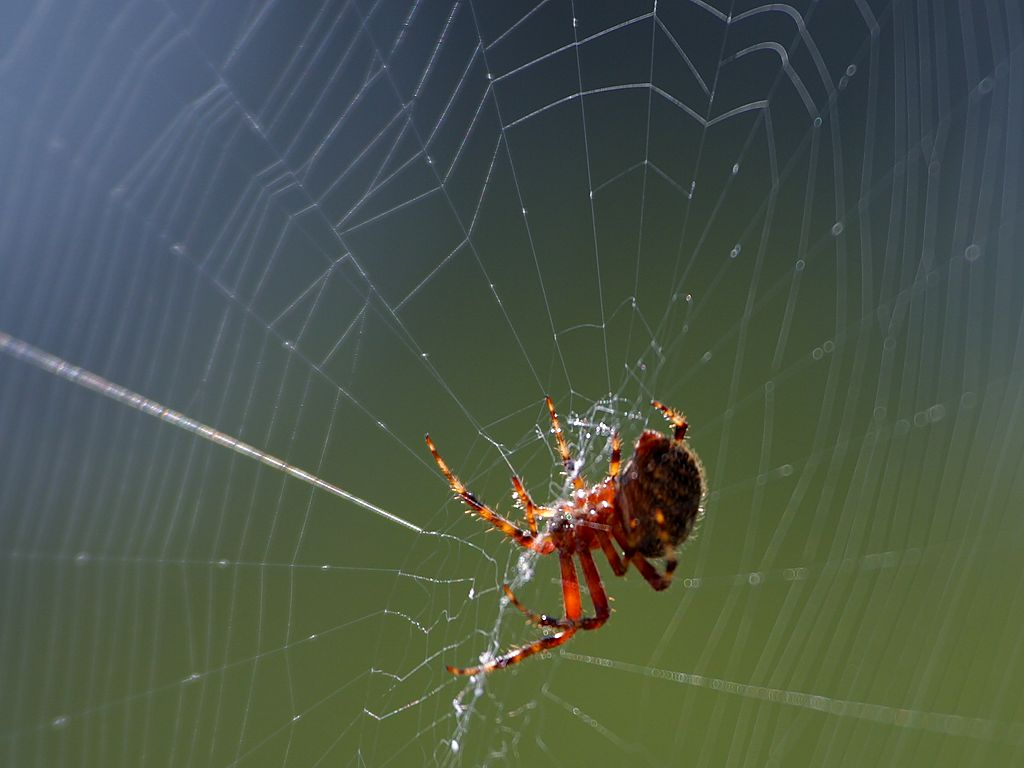
オニグモ類の円網・中心部

捕食行動としては、細い糸で巣や網をつくって捕らえる・徘徊して捕らえるの2つに大別できる。網を張るものを造網性、張らないものを徘徊性という。
原始的な種、例えばハラフシグモ亜目やトタテグモ科は、地中にトンネル状の巣を作り、入り口に捕虫のための仕掛けを糸で作る。網はこれを起源として発達したと考えられる。クモの網は様々な形をしており、数本の糸を引いただけの簡単なものから、極めて複雑なものまである。約半数のクモが、網を張らずに待ち伏せたり、飛びかかったりして餌を捕らえる。いずれの場合にも、餌に食いつくには直接に噛み付く場合と糸を絡めてから噛み付く場合がある。
「生き血を吸う」という風にもいわれるが、実際には消化液を獲物の体内に注入して、液体にして飲み込む（体外消化）ので、食べ終わると獲物は干からびるのではなく、空っぽになっている。小さいものは噛み潰して粉々にしてしまうこともある。
他にアシブトヒメグモが花粉を食べる例やアリグモがアリマキの甘露を食べるなど、非肉食性の習性もいくつか知られている。ハエトリグモ類の仲間であるバギーラ・キプリンギは、アカシアの芽を小動物より多く食べることが知られている。

#### ジェネラリストとスペシャリスト
かつて動物生態学者のエルトンは「クモの網にゾウはかからない」という言葉を残し、喰う喰われるの関係の大事さを主張した。これは捕食者と言っても何でも喰うものではなく、その獲物の範囲は限られているという指摘ではあるが、「クモの網は大きささえ合えば、どんなものでも捕まえるだろう」、つまり「獲物の選り好みはしないだろう」という趣旨の予断がある。実際、多くのクモは特に獲物を選ばないジェネラリストであろうと予想される。だが、明らかに決まった獲物しか選ばないものも知られており、例えば以下のようなものがある。
- イノシシグモ：陸上等脚類
- ミジングモ類・アオオビハエトリ：アリ
- ナゲナワグモなど：一定範囲のガのオス
- オナガグモ・センショウグモ科・アゴダチグモ科など：他種のクモ

### 糸の利用
クモと言えば糸を想像するくらい、クモと糸とのつながりは深い。全てのクモは糸を出すことができ、生活の上でそれを役立てている。
造網性でも徘徊性でも、全てのクモは歩くときに必ず「しおり糸」という糸を引いて歩く。敵から逃れるために網から飛び落ちるクモは、必ず糸を引いており、再び糸をたぐって元に戻ることができる。ハエトリグモが獲物に飛びついたとき、間違って落下しても、落ちてしまわず、糸でぶら下がることができる。
代表的なクモの網である円網では、横糸に粘液の着いた糸があって、獲物に粘り着くようになっている。網を歩く時にはこの糸を使わず、粘りのない縦糸を伝って歩くので、自らは網に引っかからない。粘液をつけた糸を全く使わない網もある。
造網性のクモは、網に餌がかかるのを振動で感じ取る。網の隅にクモが位置している場合でも、網の枠糸か、網の中心から引いた1本の糸を脚に触れており、網からの振動を受け取ることができる。餌がかかると、糸を巻き付けて獲物を回転させながら幅広くした糸を巻き付けてゆき、身動きできなくして捕らえる。場合によってはクモが獲物の周りを回りながら糸をかけてゆく。徘徊性のクモでも、餌を糸で巻いて捕らえるものもある。
地中に巣穴を作るものや、テント状の巣を作り、特に網を作らないものでも、巣の周りの表面にまばらに放射状の糸を張り、虫が触れると飛び出して捕らえる種がある。このような糸を「受信糸」という。これが網の起源ではないかともといわれている。
多くの種では、子グモが糸を出し風に吹かせて、タンポポの種子のように空を飛ぶ「バルーニング」という習性を持つ。小型の種では、成虫でもそれを行うものがある。この飛行能力により、クモは他の生物よりもいち早く生息地を拡大することができる。一例として、インドネシアのクラカタウで火山活動により新たな島が誕生した時に、生物の移住について調査したところ、最初にやってきた生物はクモだったと報告されている。
産卵や脱皮のために巣を作るものもあり、その場合も糸を使う。地中性のクモでは巣穴の裏打ちを糸で行い、トタテグモのように扉を作るものは、糸でそれを作る。多くのものは卵塊を糸でくるんで卵嚢にする。
糸の組成はタンパク質分子の連鎖で、体内では液状で存在し、体外へ排出される際に空気と応力によって繊維状の糸となる。これは不可逆反応で、空気上で液状に戻ることはないが、使用した糸を蛋白源として食べ、消化して再び糸などに利用する種も見られる。

## 生活史

### 生殖行動
雄が触肢に入れた精子を雌の生殖孔に受け渡すという、動物界で他にあまり例のない方法を用いる。雄の触肢の先端には、雄が成熟すると触肢器官という複雑な構造が出来上がる。スポイトのようになっていて、精子を蓄える袋と、注入する先端がある。雄は雌の所へゆく前に、小さな網を作り、ここへ生殖孔から精子を放出し触肢に取り入れる。ほとんどのクモは肉食性であるので、雌が巨大である種の場合、雄の接近は危険が伴う。そのため安全に接近するための配偶行動がいろいろと知られている。コガネグモ科など造網性のものでは雄が網の外から糸をはじいて雌の機嫌を伺う種が多い。変わった例として、雄が前足を振ってダンスをする徘徊性のハエトリグモのような例もある。

### 卵
卵は多くの場合、多数をひとかたまりで産み、糸を巻いて卵嚢（らんのう、egg sac）を作る。卵嚢は種によってさまざまな形をしている。卵は全体で丸い塊となり、柔らかな糸でくるまれる。それだけの卵嚢を作るものもあるが、さらにその外側に厚く糸で作った膜で袋や円盤状の卵嚢に仕上げるものもある。
卵嚢をそのまま樹皮に貼り付けたり、石の裏にくっつけたりと放置するものもあるが、自分の網の片隅につるす、あるいは自分の巣の中に卵を産む、しばらくを一緒に過ごすなど、一定の親による保護を行う種も存在する。ユウレイグモ・ハシリグモ・アシダカグモなどは卵のうを口にくわえて保護し、コモリグモは糸疣につけて運ぶ。

### 幼生
孵化した幼生は、通常1回の脱皮をするまでは卵嚢内に留まる。初齢幼生は柔らかく不活発で、卵嚢内でもう1回の脱皮をおこなった後、やや活発になった子グモが卵嚢から出てくるのが普通である。卵嚢から出てきた子グモが、しばらくは卵嚢の周辺で固まって過ごす習性が見られるものが多く、クモの「まどい」という。この時期にちょっかいをかけると大量の子グモが四方八方へ散っていくため、大勢があちこちへ逃げ惑う様を例えて「蜘蛛の子を散らす」という比喩表現をする。
卵を保護する習性のあるものでは、子グモとしばらく一緒に過ごすものも多い。コモリグモ類では、生まれた子をしばらく背中で運ぶ。ヒメグモ科には雌親が幼虫に口移しで栄養を与える例があり、この時与えるものを「spider Milk」という。カバキコマチグモは雌親が子グモに自分自身を食わせてしまう。
その後、子グモはそれぞれ単独生活にはいるが、その際バルーニングを行う種が多い。
一般には幼虫は成虫を小さくした姿であるが、中には大きく色や模様が変わる例もある。また、習性についても親とほぼ同じなのが普通であるが、成虫は徘徊性なのに幼虫は網を張る例（ハシリグモなど）、逆に成虫になって網を張るようになる例（トリノフンダマシなど）がある。前者は祖先が造網性であったことを示すとの説明があるが、後者についてはよくわからない。

### 社会性
ほとんどのクモ類は単独で生活し肉食性である。幼虫がしばらく成虫と生活を共にする例は少なくなく、これらは亜社会性といわれる。また、造網性のクモで、網を接した多数個体が集まる例も知られる。
さらに、大きな集団をつくり、長期にわたって共同生活するクモは、日本国外からは少数ながら知られている。それらは社会性クモ類といわれる。共同で営巣し、巨大化した網の集合体を形成し、そこに時には数千頭ものクモが住み、共同で餌をとる生活をする。このような生活をするクモは世界で約20種が知られ、それらはタナグモ科、ハグモ科、ウズグモ科など複数の科にまたがっているため、それらは個々に独自に進化したものと考えられる。
それらのクモでは以下の三点がその生活を成立させる条件として存在するとされる。
- 寛容性：個体間で互いに攻撃する行動を取らない。
- 個体間の相互作用：個体同士が互いに接近する傾向を持つ。
- 共同作業：餌を捕らえる際や幼生の育児に際して互いに協力する。

また、これらのクモでは集団を作る個体間で遺伝的に非常に近いことが知られる。それらは往々にして一腹の集団から始まり、集団内で近親交配を繰り返す。
ただし、ハチやアリなどの社会性昆虫では女王と働き蟻など分業とそれに伴う個体間の階級の分化が見られるが、クモ類ではそれは知られていない。しかし、一部のものでは真社会性を獲得しているのではないかとの説や示唆がある。

## 天敵
小型の肉食動物にはクモ類を捕食するものは多いと考えられる。クモは昆虫に比べて体が柔らかいので、トカゲ、カエル、ハリネズミ、小鳥など飼育下動物の餌としても重宝されている。現に、カナヘビの食物の摂取量の50％がクモ類であったとしている。

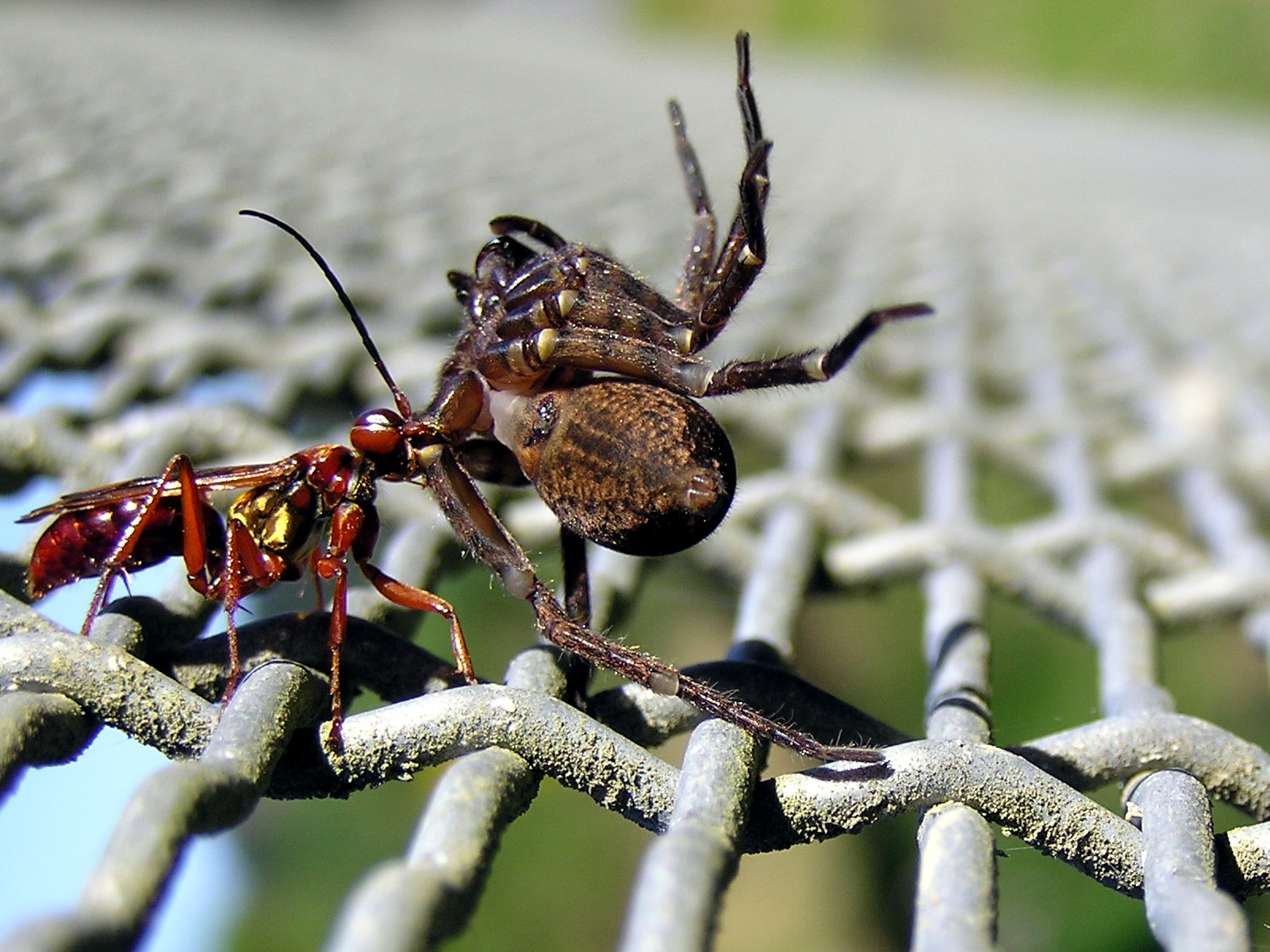
クモをくわえたベッコウバチ

特にクモ類の天敵としては、狩り蜂類のベッコウバチ類がクモを狩るハチとして有名である。これらのハチは、クモの正面から突っ込んで、大顎の間に針を刺して麻酔を行い、足をくわえて巣穴に運ぶ。他に、寄生性のものとして成虫に外部寄生するクモヒメバチや卵のうに寄生するハエ類やカマキリモドキなども知られる。このクモヒメバチはウジ状の幼虫がクモの背中に止まっているように見られ、初めのうちは体液を吸うだけだが、最終的には寄主であるクモを食い殺し食い尽してしまう。また、センショウグモやオナガグモなどはクモを専門に食べるクモとして知られる。
直接にクモを攻撃するものではないが、メジロやエナガなどの小鳥はクモの網を巣の材料とする。そのためにクモの網に鳥は突っ込み、その体にまとわりついた糸を集め、巣材の苔などをかためるのに用いる。クモの網に引っかかった虫を横取りする昆虫（シリアゲムシなど）も知られる。

## 人間との関わり

### 益虫・害虫
耕作地圏においては、農業害虫の天敵であるため益虫として重視される。人家の内外にも多くの種類が生息し、これらは衛生害虫（ハエ、蚊、ダニ、ゴキブリなど）を捕食するため、クモは家庭生活圏においても益虫の役割を果たしている。これを理解している人は、居宅や身の回りにクモが見られても気にしない事が多い。
しかし近年では、主に都市生活者の間で、その容姿から不気味な印象を持ち忌み嫌う人や、いわゆる「虫嫌い」の増加などの理由で、不快害虫のカテゴリーに入れられる場合もある。網や巣を張る種については家や壁を汚すとして嫌われる要因となる。実際2000年代後半に入り日本でも、従来のゴキブリやハエ等と同様に、ムカデ、クモを駆除対象とすることをうたった殺虫剤が一般に市販されテレビCM等で宣伝までされるようになった。

### 毒性
ほとんどのクモは虫を殺す程度の毒を持っているが、人間に影響を持つほどのものは世界でも数種に限られる。その中でも、人間を殺すほどの毒を持つクモはさらに限られる。また在来種のほとんどのクモは、人の皮膚を貫くほど大きな毒牙自体を持っていない。なお、ウズグモ科は毒腺そのものを失っている。
毒グモとして有名なのは、日本に侵入してニュースとなったセアカゴケグモ、ハイイロゴケグモをはじめとするゴケグモ類である。それ以外にも世界でいくつかが危険視される。在来種でそれほど危険視されるクモは存在しないが、コマチグモ科の大型種（カバキコマチグモなど）は毒性が強く、噛まれるとかなり痛み、人によってはしばらく腫れ上がる。逆に毒グモとしてのイメージが強いオオツチグモ科の別称であるタランチュラは、強い毒を持つものは稀である。しかしながら全ての毒グモの毒にはアナフィラキシーショックを起こす可能性があり、注意が必要である。
毒性の有無・程度にかかわらず、人間など自身より遥かに大きなサイズの動物に対しては、ほとんどのクモは攻撃的でなく、近寄れば必死に逃げようとする。能動的に咬害を与えることも基本的にないが、不用意に素手で掴むなどすると、防衛のために噛みつかれる恐れがある。
捕食時に獲物へ注入する消化液には強い殺菌能力があり、また自身の体もこの消化液で手入れを行っている。このためクモ自体や、獲物の食べ殻が病原体を媒介する可能性は低い。

### 網と糸
網がはられている状態は、人間の生活する環境としては、全く手入れが行き届いていない証拠とみなされる。映画やテレビドラマ等では、空き家であること、通る人がいないことを示すために使われる。またホラーゲームを筆頭として各ジャンルのゲームにもよく登場する。「クモの巣が張る」というのは、誰も使う人がいない、誰もやって来ないことを暗示する表現である。
実際には蜘蛛は半日ほど巣を張るので、薮を歩くと行きに払った蜘蛛の巣が帰りには再び張られているということは珍しくない。

### 利用
害虫の天敵として
クモを害虫駆除のために積極的に利用する試みが行なわれたことがある。元来、日本には生息していなかったアシダカグモは、江戸時代にゴキブリ退治用として人為的に輸入されたとの説もある。農業の方面では、害虫駆除の効果が様々に研究され、一定の評価を得ている。水田ではアシナガグモ、ドヨウオニグモ、セスジアカムネグモなどの造網性のもの、コモリグモなどの徘徊性のもの等が農業害虫駆除に大いに役立っていることが知られている。
糸の利用
後述のように自然生成可能な糸の中でも比較的頑丈であるため、糸を工業的に利用する試みもあるが、大きく認められているものは少ない。クモを大量養殖することの困難さ（新鮮な生餌が必要で、クモの数が適当でないと共食いを起こしやすい）と、糸を取り出すことの困難さが障壁になる。これまでに最も用いられたのは、レンズにスケールを入れるための用途である。
現存する糸の大型の布製品の一つはアメリカ自然史博物館に存在するコガネグモ科のクモの糸による絨毯（約3.4メートル×1.2メートル）であるが、作成には野生のコガネグモ科のクモの捕獲に70人、糸の織布に12人の人員と4年間の年月を要した。蜘蛛単体では手間と費用がかかるため、生産のしやすい蚕に蜘蛛の遺伝子を組み合わせた品種や微生物を使用し、人工的に蜘蛛の糸を出そうとする試みが行われている。
糸の強度は同じ太さの鋼鉄の5倍、伸縮率はナイロンの2倍もある。鉛筆程度の太さの糸で作られた巣を用いれば、理論上は飛行機を受け止めることができるほどである。そのため、長い間人工的にクモの糸を生成する研究が行われてきたが、コストが高い上に製造に有害性の高い石油溶媒が必要になるなど障壁が多く実用化は困難とされていた。しかし、2013年5月に日本の山形県のベンチャー企業スパイバーが世界初となる人工クモ糸の量産技術を開発し、人工クモ糸の工業原料としての実用化が現実のものとなる目処がたった。2017年には理化学研究所もクモの糸を再現したポリペプチドの合成方法を開発したと発表している。
その他
日本では伝統的にコガネグモなどを戦わせる遊びが子供たちの間にあり、「蜘蛛合戦」と呼んだ。多くの地域で廃れてしまったが、現在でも町を挙げて取り組んでいるところもある。
最近ではオオツチグモ科のクモ（通称タランチュラ）が飼育用として販売されるなど、ペットとしての地位を獲得している。その他のクモもペットとして輸入されており、珍しい種類もみられる。

### 食用としてのクモ

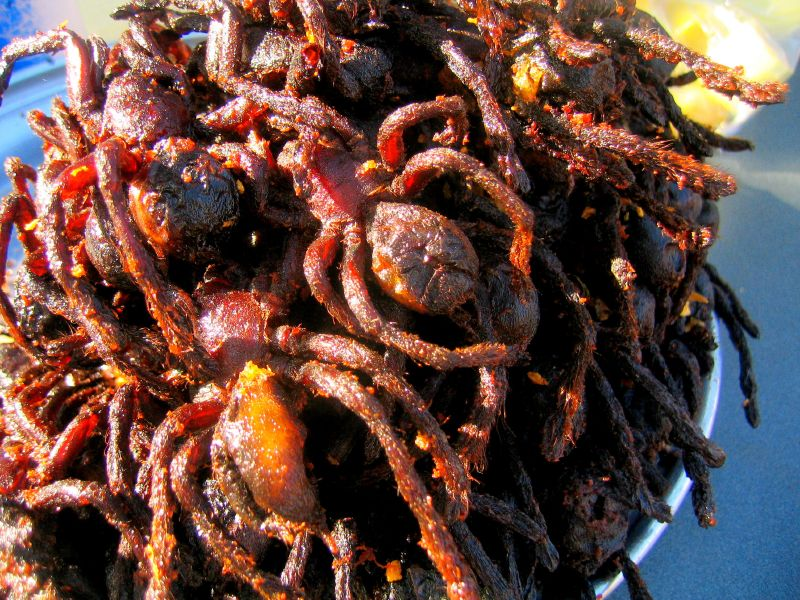
カンボジアのクモのフライ

クモは鋏角類であり、六脚類に属する昆虫ではないが、昆虫と同じ節足動物で「虫」と呼ばれるサソリやムカデなどの場合と同様、クモを食する行為は広義の昆虫食として認識される。
クモを食する行為は日本では一般的でないが、中国ではジグモの巣が漢方薬とされる。インドシナ半島、ミャンマーから中国南部では食用にしているといわれる。カンボジアでは、現在でもクモを油で揚げたクモのフライが食されることもある。クモの種はいわゆるタランチュラであった。味についてはエビに近いとか卵黄のようだとかジャガイモの味だとかサワガニのようだといわれ、今ひとつ判然としない。他にオオジョロウグモもこの地域では食されるという。
南米では大型のゴライアストリクイグモが好んで食用にされ、食後にはその鋭い牙を爪楊枝代わりに使うという。また、オーストラリアやアフリカでも大型のクモを食べる習慣があるという。
日本においては1980年代のサバイバル/探検ブームの時期に、クモを生で食するとチョコレートの味がして手軽な非常食になるという情報が広まったが、「昆虫料理を楽しむ」によればそのような味はしないとのことである。なお、野生のクモを生食することは寄生虫・細菌・ウィルスなどの病原体への感染リスクがあり、推奨される行為ではない。2010年代以降は、昆虫食ブームの広がりを受け、専門業者によって素揚げなどの適切な方法で調理されたタランチュラやサソリが、自動販売機や通信販売などで比較的容易に購入できるようになった。

## 文化的側面
クモは、身近な生物であり形態や習性が特徴的である。一例として、益虫であるにもかかわらず、外観から誤解されたり嫌われたりすることが多い。肉食性であるにもかかわらず、天敵も多く臆病で草食的な性格である点等があげられる。このため古来世界各国において、人間に対し吉凶善悪両面にわたり様々な印象を与えており、擬人化されることも数多い。

### 呼称表現
- 雌雄別々の漢字が割り当てられているのは、クモが日常的になじみのある生物である上、上記の通り雌雄の区別が比較的たやすいことによる。日本においてもこの熟語が伝来して古来日常的に定着して使用されているが、現代においては音読みで「チジュ」と読むことはほとんどなく、大和言葉に置き換えて「くも」と訓読みすることがほとんどである。

### 伝承・民俗
- クモは糸を紡ぐ事から、機織を連想させるエピソードが見られる。
- 日本には、古来クモを見ることによって縁起をかつぐ風習が存在する。代表的なのは、いわゆる「朝蜘蛛」「夜蜘蛛」という概念であり、「朝にクモを見ると縁起が良く、夜にクモを見ると縁起が悪い」とするものである。ただ地方によって様々な違いがあり、例えば九州地方の一部ではクモを「コブ」と呼称するため、夜のクモは「夜コブ（「よろこぶ」を連想させる）」であり、縁起が良いものとされる。
- 絡新婦（女郎蜘蛛、ジョロウグモ）は、その外観から、細身で華やかな花魁を連想して命名されたものである。
- ギリシャ神話におけるアラクネの物語。
- 古代日本で、大和朝廷に抵抗した異族として『日本書紀』などに記された土蜘蛛。
- タランチュラ：ヨーロッパの伝説上の毒蜘蛛で、噛まれると踊り狂うといい、その際の音楽がタランテラとなった。

### 現代におけるサブカルチャー
蜘蛛を関連したサブカルチャー作品には、不気味な外見や肉食性、一部の種が持つ毒から恐怖の対象として登場する作品と、農業害虫を食べることから「悪を討つ」善玉として描かれる物の、両方が存在する。
- 洋の東西を問わず、怪奇・ホラー作品によく登場する。小説ではH.H.エーヴェルスや遠藤周作の『蜘蛛』、漫画では楳図かずお『紅ぐも』等である。巨大なクモが登場する怪獣映画（『吸血原子蜘蛛』など）や、大群となって人間を襲う動物パニック映画（『アラクノフォビア』など）も製作された。これらは大型種であるタランチュラやアシダカグモ等のイメージが誇張されてモチーフとされることが多い。
- 戦前の日本における紙芝居には、益虫として保護された蜘蛛が正義の剣士に変化し人間に恩返しをする加太こうじ作『天誅蜘蛛』が著名であった。
- 芥川龍之介による短編小説『蜘蛛の糸』においてはクモが天上の釈迦の下僕としてキャラクター付けられており、その糸は天上と地獄をつなぐリンクとして描かれている。
- 1943年の日本の白黒アニメーション映画『くもとちゅうりっぷ』においては、主人公の雄の蜘蛛が雌のテントウムシに恋をする恋愛アドベンチャーとして描かれている。
- 特撮テレビドラマ「仮面ライダーシリーズ」では、第1作『仮面ライダー』の怪奇蜘蛛男を始めとして、蜘蛛が悪玉となる怪人のモチーフに充てられることが多い。但し、『仮面ライダー剣』に登場する仮面ライダーレンゲルや、『仮面ライダーリバイス』に登場する仮面ライダーデモンズは例外で、蜘蛛が善玉のモチーフに充てられている。
- 1986年に発売されたデータイーストのアーケードゲームである『のぼらんか』ではボスのワルサー大王が、最後に大きなクモに変身して主人公のニュートン・Ｊと闘う。その際、8本の脚に被弾すると、赤く光りながら落下する（この脚にも主人公への当たり判定がある）。
- 『スパイダーマン』（オリジナル版・日本版とも）はクモをモチーフにしたヒーローである。
  - クモが（害虫を食べる）益虫であることや、その糸の特殊性、優れた身体能力などが素材として活用されている。
  - ただし平常はほとんど動かないが捕食時には激しく格闘するというクモのイメージを投影し、普段は気の弱い日陰者的存在だがいざとなると能力を発揮するという硬軟おりまぜたヒーロー像として描かれている。

## 系統と分類
クモガタ綱（クモ綱）に含まれるクモ目以外のグループは、ダニ目、サソリ目、カニムシ目、ザトウムシ目などがある。クモガタ類の中での系統関係は、必ずしも統一した見解がない。ザトウムシは、別名をアシナガグモ、メクラグモといい、クモと比較的外見が似ているが、近縁ではない。クモ目に近いとされるクモガタ類は、ウデムシ目、サソリモドキ目などがあり、まとめて四肺類を構成する。

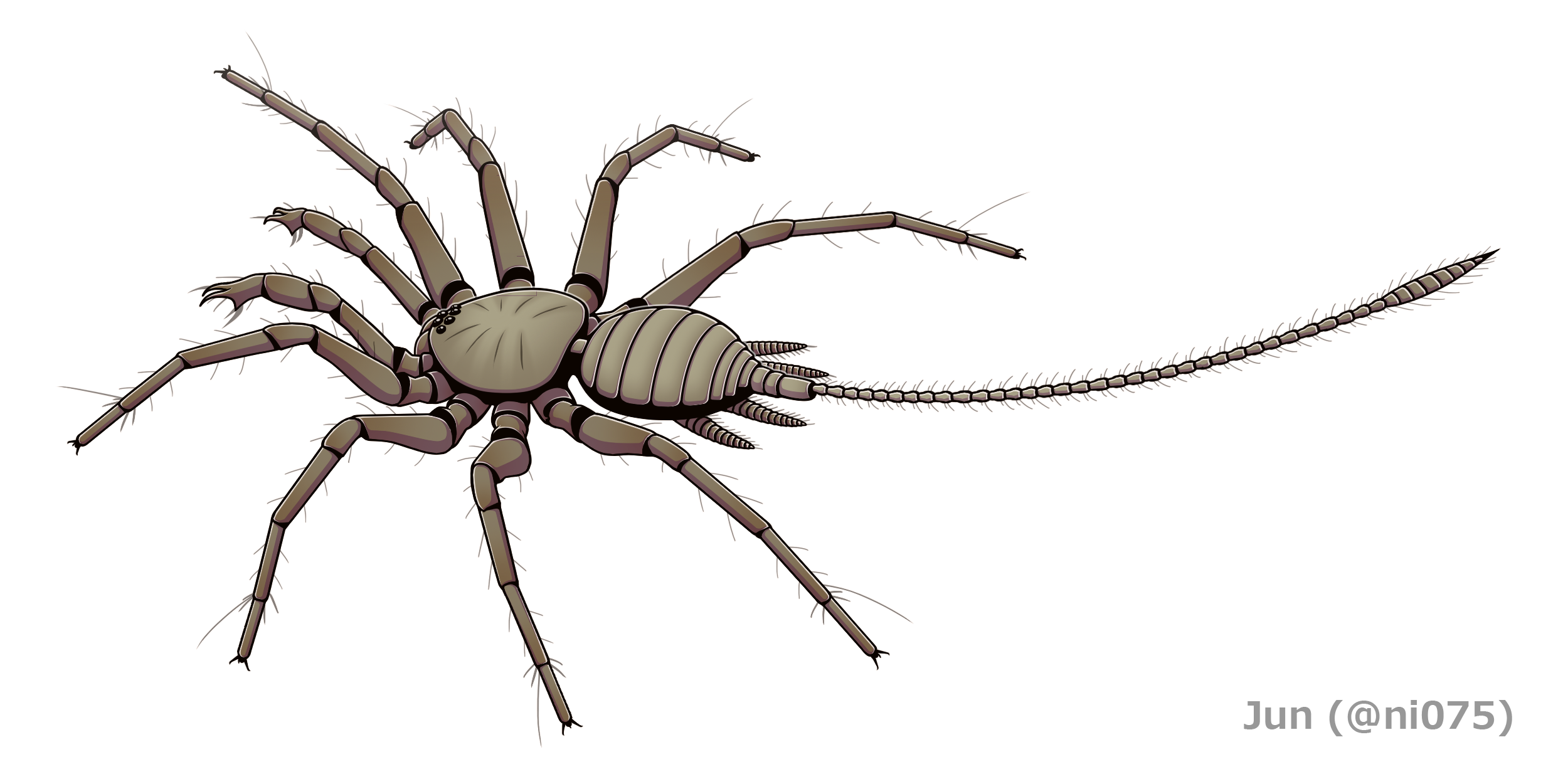
キメララクネの復元図

クモ類は尾節という尾のような部分をもたないが、近縁とされる群の1つであるサソリモドキ類と絶滅した Uraraneida 類は、鞭状の尾節を持つ。琥珀に閉じ込められた約1億年前の化石からは、クモ類の形質（精子の運搬に適した雄の触肢器官、糸疣、腹柄など）をもつと同時にこのような尾節をも備えたキメララクネ（Chimerarachne）が発見されており、これはクモ類の共通祖先の姿を示唆する重要な手がかりになると考えられている。
ウミグモ類は、名前にクモの字が付くが、クモガタ綱とは別系統であり、自らウミグモ綱を構成する。

### 下位分類

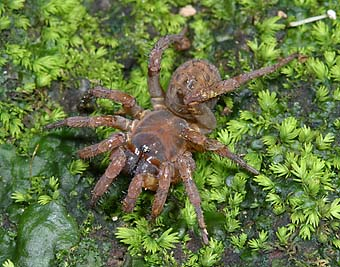
キムラグモ（ ハラフシグモ亜目、 ハラフシグモ科）

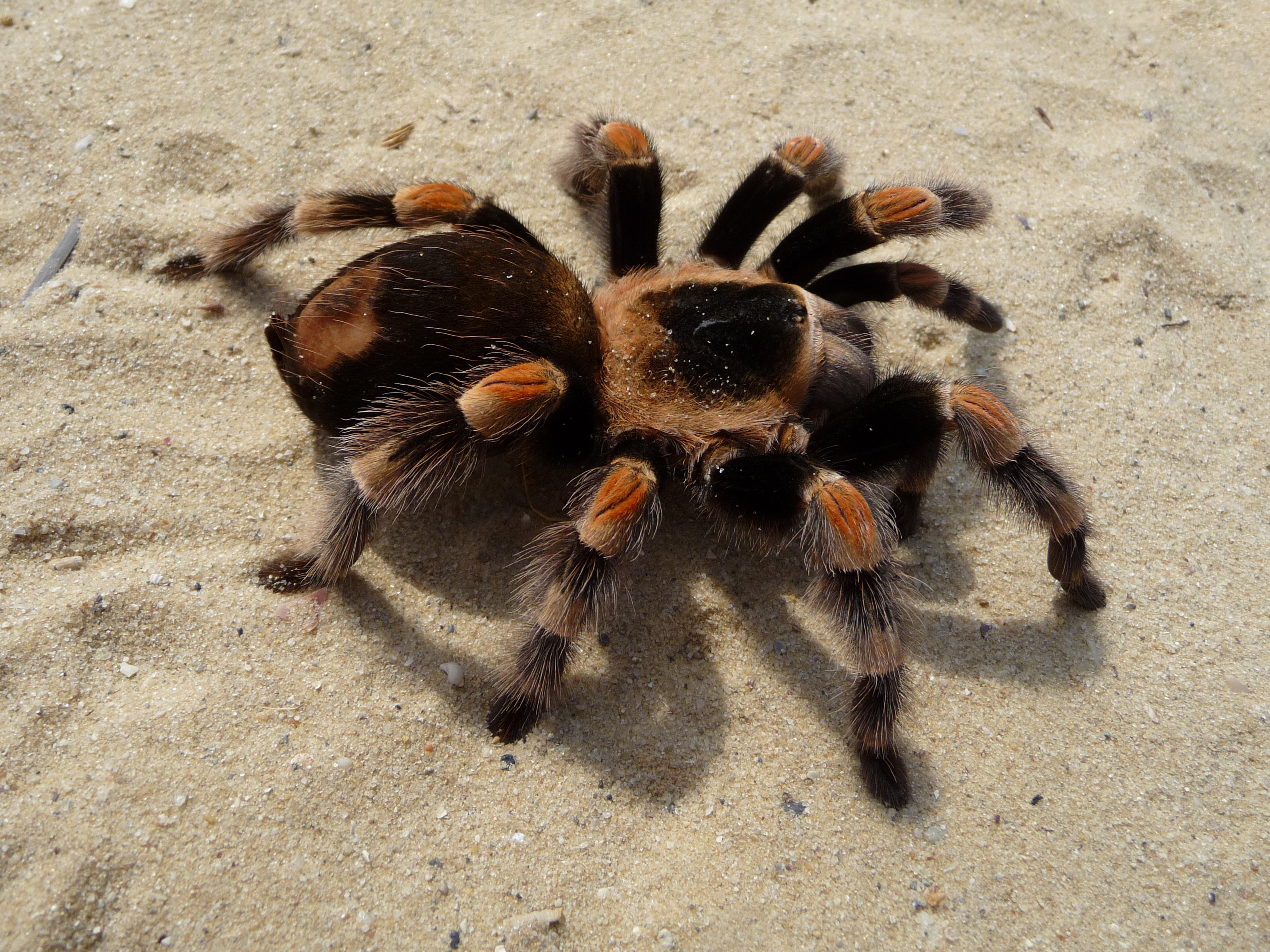
メキシカンレッドニータランチュラ（トタテグモ下目、オオツチグモ科）

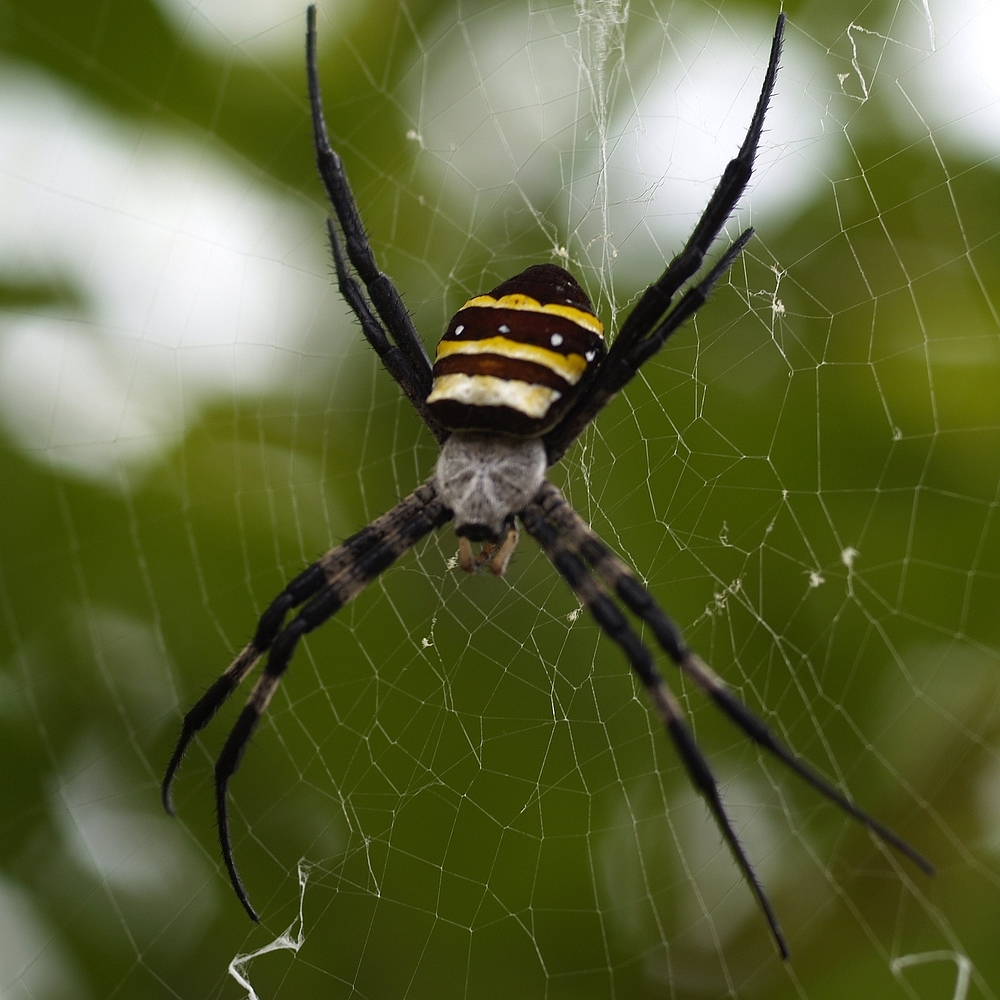
コガネグモ（クモ下目、コガネグモ科）

クモ目そのものの存在自体は、その単系統性という形で強く認められている。目全体で共有される特徴としては以下のようなものがある。
- 鋏角に毒腺を有すること。
- 雄の触肢が精子を運搬する構造（触肢器官）になっていること。
- 腹部付属肢の一部が糸疣となり、糸を生産すること。

クモ目の中での系統関係についても、各部に諸説があり、必ずしも確定してはいない。しかし次の三点は古くから認められている。
- クモ目の中では、キムラグモ類が最も原始的で、ハラフシグモ類として他のすべてのクモ類から分離される。クモ類では唯一、腹部に体節が残り、出糸突起は大きくて腹面中央にある。書肺は2対。糸を出す能力が低く、巣穴の裏打ちをしない。触肢は歩脚状。
- それ以外のクモの中ではトタテグモ類・ジグモ類・オオヅチグモ類・ジョウゴグモ類のものが原始的特徴を有する。いずれも2対の書肺をもつ。トタテグモ類とオオヅチグモ類は触肢が歩脚状であるが、ジグモ類やジョウゴグモ類では普通のクモ類のように小さくなっている。
- 残る一般的なクモ類に、クモ類の大多数が所属し、多くの科に分かれている。書肺は1対。

これらはかつて3亜目として分類されていた。日本では岸田久吉により古疣亜目 Archaeothelae、原疣亜目 Protothelae、新疣亜目 Metathelae の分類が提唱され、この分類名が1960年代まで使用されてきたが、のちに古蛛亜目 Liphistiomorphae、原蛛亜目 Mygalomorphae、新蛛亜目 Araneomorphae が使われるようになった。対立する説として Orthognatha（古蛛類・原蛛類）と Labiognatha（新蛛類）に分ける説もあったが、1976年にはこれらの系統関係が見直され、現在では古蛛亜目をハラフシグモ亜目（中疣亜目 Mesothelae）として分け、残るものをまとめたクモ亜目（後疣亜目 Opistothelae）にトタテグモ下目（原蛛下目 Mygalomorphae）とクモ下目（新蛛下目 Araneomorphae）をたて、それらに当てる。
普通のクモ類（クモ下目）の中の分類では、上位分類のための形質として、さらに以下のような特徴が重視される。
- 出糸突起の前に篩板を持つものを篩板類として大きくまとめるのが従来の分類法であった。現在の日本で出版されている図鑑等はこれに基づいているものが多い。ただし、この特徴に基づく分類は後に誤りではないかとされ、現在分類体系の見直しが行われている。
- もう一つの上位の分類として、単性域類と完性域類の区分がある。これは外性器の構造に関するもので、前者ではそれが単純であるのに対し、後者でははるかに複雑になっている。これは現在でも重要な区分と考えられる。
  - さらに、完性域類の中では歩脚の爪が2つの二爪類と3つの三爪類が大きな系統をなすとされる。この内の前者は徘徊性、後者は主として造網性の系統である。

以下に古典的な分類体系として八木沼(1986)の体系を示す。
- 古蛛亜目 Liphistiomorphae（ハラフシグモ類）
  - キムラグモ上科（キムラグモ科）
- 原蛛亜目 Mygalomorphae（トタテグモ類）
  - トタテグモ上科（トタテグモ科、カネコトタテグモ科）
  - ジョウゴグモ上科（ジグモ科、ジョウゴグモ科）
- 新蛛亜目 Araneomorphae（クモ類、フツウクモ類）
  - 篩板類 Cribellatae
    - ウズグモ上科（ウズグモ科、ガケジグモ科、ハグモ科、チリグモ科）
    - スオウグモ上科（スオウグモ科）
    - カヤシマグモ上科（カヤシマグモ科）

  - 無篩板類 Ecribellatae
    - 単性域類 Haplogynae
      - イノシシグモ上科（エンマグモ科、イノシシグモ科、タマゴグモ科）
      - ヤマシログモ上科（マシラグモ科、イトグモ科、ユウレイグモ科他）

    - 完性域類 Entelegynae
      - 三爪類 Trionycha
        - コガネグモ上科（ヒメグモ科、サラグモ科、コガネグモ科、アシナガグモ科他）
        - ナガイボグモ上科（ヒラタグモ科、ナガイボグモ科、ホウシグモ科）

      - 二爪類 Dinonycha
        - フクログモ上科（フクログモ科、シボグモ科、アシダカグモ科他）
        - ワシグモ上科（ワシグモ科、イヨグモ科、ヒトエグモ科）
        - カニグモ上科（カニグモ科、エビグモ科）
        - ハエトリグモ上科（ハエトリグモ科）

しかし近年これを否定する考えが大きな支持を受け、分子系統学の発展もあって、分類体系に大きな変更の動きが続いている。特に、篩板を持つ群の扱いが大きく変化した。それによると、クモ類の主な部分を占める系統はかつて篩疣を持っていたのだが、そのうちのいくつかの系統で篩疣が消失し、しかも篩疣を失った系統が大発展を遂げたため、篩疣を持つものが比較的まとまって見えるだけで、実際には側系統群なのだという。このような新たな考え方に基づく分類体系は、科の配置を始めとして従来の分類体系と大きく異なり、中にはそれまで篩板類と無篩板類に分かれていたものが同一の科に含まれるようになるものすらある。これは一部では分子系統学にも支持されているが、すべてがこの考えに合致しているわけでもない。また、篩板の有無はやはりそれなりに重視されるべきとの考えもあり、統一見解はない。今後の研究の進展が待たれる。

#### 近年の分類体系
小野(2009)は上記のように篩板の有無が系統を反映するとの判断を元にした分類体系を示した。小野・緒方(2018)ではさらにこれを改めて世界標準の分類体系を採用している。以下にこれを示す。
なお、下記のうち日本から記録のあるクモの科は64であり、これは全部のクモの科の数(117)の半分ほどでしかない。
- Order Araneae クモ目
  - Suborder Mesothelae ハラフシグモ亜目
    - Liphistiidae ハラフシグモ科

  - Suborder Opistothelae クモ亜目
    - Infraorder Mygalomorphae トタテグモ下目
      - Atypoidea ジグモ上科
        - Atypidae ジグモ科
        - Antrodiartidae カネコトタテグモ科

      - Avicularioidea オオツチグモ上科
        - Dipluridae ホンジョウゴグモ科
        - Hexathelidae ミナミジョウゴグモ科
        - Porrhothelidae ニュージーランドジョウゴグモ科
        - Actinopodidae ヤノテグモ科
        - Euctenizidae シントタテグモ科
        - Cyrtaucheniidae モサトタテグモ科
        - Barychelidae ヒラアゴツチグモ科
        - Theraphosidae オオツチグモ科
        - Nemesiidae イボブトグモ科
        - Migidae アゴマルトタテグモ科
        - Paratropididae ヘリタカジグモ科
        - Ctenizidae モノトタテグモ科
        - Halonoproctidae トタテグモ科
        - Idiopidae カワリトタテグモ科
        - Mecicobothriidae イボナガジョウゴグモ科
        - Microstigmatidae ビキモンジョウゴグモ科

    - Infraorder Araneomorpha クモ下目
      - Haplogynae 単性域類
        - Hypochilidae エボシグモ科
        - Filistatidae カヤシマグモ科
        - Trogloraptoridae ホラアナカリウドグモ科
        - Caponiidae カガチグモ科
        - Dysderoidea イノシシグモ上科
          - Segestriidae エンマグモ科
          - Oonopidae タマゴグモ科
          - Orsolobidae フタヅメイノシシグモ科
          - Dysderidae イノシシグモ科

        - Scytodoidea ヤマシログモ上科
          - Sicariidae イトグモ科
          - Drymusidae アヤグモ科
          - Periegopidae トゲヌキエンマグモ科
          - Ochyroceratidae エンコウグモ科
          - Telemidae ヤギヌマグモ科
          - Scytodidae ヤマシログモ科

        - Tetrablemmatidea ジャバラグモ上科
          - Tetrablemmatidae ジャバラグモ科
          - Plectreuridae クチコグモ科
          - Diguetidae コトグモ科
          - Pavuliidae パクラグモ科
          - Pholcidae ユウレイグモ科

        - (群名不詳)
          - Gradungulidae ハガクレグモ科
          - Cithaeronidae イダテングモ科
          - Leptonetidae マシラグモ科
          - Austrochilidae ムカシボロアミグモ科

      - Entelegynae 完性域類
        - Plpimanoidea エグチグモ上科
          - Mecysmaucheniidae パタゴニアアゴダチグモ科
          - Huttoniidae ハットングモ科
          - Stenochilidae カレイトグモ科
          - Archaeidae アゴダチグモ科

        - Nicodamoidea アカクログモ上科
          - Nicodamidae アカクログモ科
          - Megadictynidae オオハグモ科

        - （無篩盤・3爪・空間造網性）
          - Araneioidea コガネグモ上科
            - Theridiidae ヒメグモ科
            - Theridiosomatidae カラカラグモ科
            - Mysmenidae コツブグモ科
            - Symphytognathidae ユアギグモ科
            - Anapidae ヨリメグモ科
            - Synahridae アレチコツブグモ科
            - Araneidae コガネグモ科
            - Malkaridae ヒメセンショウグモ科
            - Mimetidae センショウグモ科
            - Arkyidae ミツカドグモ科
            - Tetragnathidae アシナガグモ科
            - Nesticidae ホラヒメグモ科
            - Chyatolipidae ヌノカケグモ科
            - Physoglenidae ニュージーヒメグモ科
            - Synotaxidae ヤセヒメグモ科
            - Pimoidae ピモサラグモ科
            - Linyphiidae サラグモ科

        - （有篩盤～無篩盤・造網性～狩猟性・3～2爪）
          - (群名不詳)
            - Eresidae イワガネグモ科
            - Deinopidae メダマグモ科

          - Oecobioidea チリグモ上科
            - Oecobiidae チリグモ科
            - Hersiliidae ナガイボグモ科

          - (群名不詳)
            - Uloboridae ウズグモ科

          - Titanoecoidea ヤマトガケジグモ上科
            - Titanoecidae ヤマトガケジグモ科
            - Phyxelididae トゲガケジグモ科

          - Zodarioidea ホウシグモ上科
            - Penestomidae アフリカイワガネグモ科
            - Zodariidae ホウシグモ科

          - (群名不詳)
            - Amaurobiidae ガケジグモ科
            - Agelenidae タナグモ科
            - Cybaeidae ナミハグモ科
            - Hahniidae ハタケグモ科
            - Toxopidae カニグモモドキ科
            - Dictynidae ハグモ科
            - Cycloctenidae マルシボグモ科
            - Stiphidiidae ナキタナアミグモ科
            - Desidae ウシオグモ科
            - Sparassidae アシダカグモ科
            - Homalonychidae トモツメグモ科
            - Udubidae ツヤシボグモ科
            - Zoropsidae スオウグモ科
            - Ctenidae シボグモ科
            - Senoculidae ホシダカグモ科
            - Oxyopidae ササグモ科
            - Pisauridae キシダグモ科
            - Trechaleidae サシアシグモ科
            - Lycosidae コモリグモ科
            - Psechridae ボロアミグモ科
            - Thomisidae カニグモ科

        - （無篩盤・狩猟性・2爪）
          - Dionycha A 2爪類A群
            - Prodidomidae イヨグモ科
            - Liocranidae ウエムラグモ科
            - Clubionidae フクログモ科
            - Anyphaenidae イヅツグモ科
            - Gallieniellidae アイアイグモ科
            - Trachelidae ネコグモ科
            - Phruolithidae ウラシマグモ科
            - Gnaphosidae ワシグモ科
            - Lamponidae オジロワシグモ科
            - Ammoxenidae ハシエグモ科
            - Trochanteriidae ヒトエグモ科

          - Dionycha B 2爪類B群
            - Xenoctenidae ヨソモノシボグモ科
            - Corinnidae ハチグモ科
            - Viridasiidae マダガスカルシボグモ科
            - Selenopidae アワセグモ科
            - Miturgidae ツチフクログモ科
            - Cheiracathiidae コマチグモ科
            - Philodromidae エビグモ科
            - Salticidae ハエトリグモ科